# 艾隆·維克南
艾隆·維克南（瑞典語：Ilon Wikland，1930年2月5日—）是瑞典的女性插畫家。

## 經歷
維克南原為出生於塔爾圖的愛沙尼亞人。在1944年二戰期間因蘇聯入侵愛沙尼亞，維克南與家人逃亡至瑞典定居。
1953年維克南進入了出版社擔任書籍插畫的工作，之後在同一家出版社的作家阿思緹·林格倫注意到維克南帶有童話味道的畫風相當適合放進她的作品，便請維克南為她當時剛完成的著作《白馬王子密歐》繪製插圖。
從1954年的《白馬王子密歐》起，維克南便與林格倫進行長達三十年以上的合作關係，包括《屋頂上的小飛人》、《強盜的女兒》、《陽光草地》等作品的插畫皆出於維克南之手。後續維克南也分別曾獲得（1969年）、（1986年）、（2004年）等在文化方面表現傑出的獎項。

## 外部連結
- 艾隆·維克南的官方網站 （页面存档备份，存于）（瑞典文）